# Гусинський Тимофій Демидович
Тимофій Демидович Гусинський (13 березня 1921 — 7 жовтня 2013) — радянський льотчик-винищувач, учасник Німецько-радянської війни.

## Біографія
Тимофій Демидович народився 13 березня 1921 року в селі Мусіївка Покрово-Багачанського району (зараз — Хорольський) на Полтавщині у селянській родині. Голодні 1932-33 роки змусили велику сім'ю з восьми осіб переселитися до Казахстану до колгоспу імені Т. Г. Шевченка в Мартуцькому районі Актюбінської області.
Тимофій Демидович отримав семилітню освіту у 1938 році та вступив до Уральського сільськогосподарського технікуму (м. Уральськ) на агрономічне відділення, одночасно навчався в аероклубі. Після успішної здачі екзаменів за другий курс, в червні 1940 року залишився ще на місяць у технікумі, для проходження льотної практики в аероклубі. Після двох років теорії, піднявся у небо. Наприкінці липня, по закінченню льотної практики, повернувся льотчиком додому.
У листопаді 1940 року призваний до лав РСЧА служити у піхоті. В кінці 1941 року вступив у Краснодарську авіаційну школу пілотів. Завершував навчання в екстреному порядку, і в червні 1942 року направлений на Карельський фронт льотчиком-винищувачем. Там він був зарахований до 767-го авіаполку 122-ї авіаційної дивізії винищувачів, штаб якої перебував у Мурманську. Тут і прийняв своє перше бойове хрещення.
Петсамо-Кіркенеська операція почалася у жовтні 1944 року. Її основною метою було знищити сили 19-го стрілецького корпусу вермахту поблизу селища Петсамо (Північна Фінляндія) та перейти у наступ на Кіркенес (Північна Норвегія). Наземні війська наступали по всьому фронту. Авіація теж брала безпосередню участь у наступі.
7 жовтня 1944 року він ще з трьома льотчиками-винищувачами на «Як-9» вилетів на зміну іншій групі, яка прикривала радянські наземні війська. Над лінією фронту вони зустрілись із шестіркою «Ме-109». Між ними зав'язався повітряний бій. Було збито чотири німецьких «мессери», два — на рахунку Тимофія Гусинського. Жоден з радянських літаків не постраждав.
Після війни, через тридцять років, цей бій опише російський письменник Іван Іноземцев у своїй книзі «Крилаті захисники Півночі».
Переможну весну Тимофій Демидович зустрічав за 10 кілометрів від Мурманська на своєму «рідному» аеродромі. Був демобілізований у 1960 році. Після демобілізації працював в ДТСААФ автотренером в м. Орел (Росія). Пізніше переїхав в Україну і з 1963 по 1993 рр. обіймав у м. Кіровограді різні посади: льотчика-інструктора при учбово-авіаційному центрі ДТСААФ, диспетчера школи вищої льотної підготовки, механіка протипожежного обладнання в обласному архіві.
Помер Гусинський Тимофій Демидович 7 жовтня 2013 року, похований на Мусіївському сільському цвинтарі.

## Творчість
З 1995 року займався громадською та літературною роботою у спільнотах «Жменя» та «Євшан». З 2001 року — член Кіровоградського обласного літературного об'єднання «Степ». Видав поетичні збірки: «Себе и товарищам», «Крылатое сердце», «Гимн прожитому», «Сильні дружбою і братством».

## Нагороди
За свої подвиги отримав заслужені нагороди: три ордена «Червоної Зірки», орден Вітчизняної війни II ступеня та 20 медалей. У вже незалежній Україні отримав орден Богдана Хмельницького III ступеня.